# Leonotis
Leonotis este un gen de plante din familia  Lamiaceae.

## Specii
Cuprinde circa 32 de specii.